# Roseville (Kalifornien)
Roseville ist eine Großstadt im Placer County im Norden des US-Bundesstaats Kalifornien mit 147.773 Einwohnern (Stand: 2020).
Das Stadtgebiet hat eine Größe von 79,0 km². Aufgrund der starken Zersiedelung ist Roseville mittlerweile mit dem Ballungsraum Sacramento zusammengewachsen, obwohl die Innenstadt von Roseville eigentlich 32 Kilometer von derjenigen Sacramentos entfernt liegt.
Im Zuge der Bahnerweiterung der Southern Pacific Railroad gewann Roseville an Bedeutung und erhielt 1909 die Stadtrechte. Unweit des Bahnhofs, beidseits der Gleise, befindet sich denn auch das älteste Quartier von Roseville. Es beherbergt unter anderem das Tower Theatre von 1940.

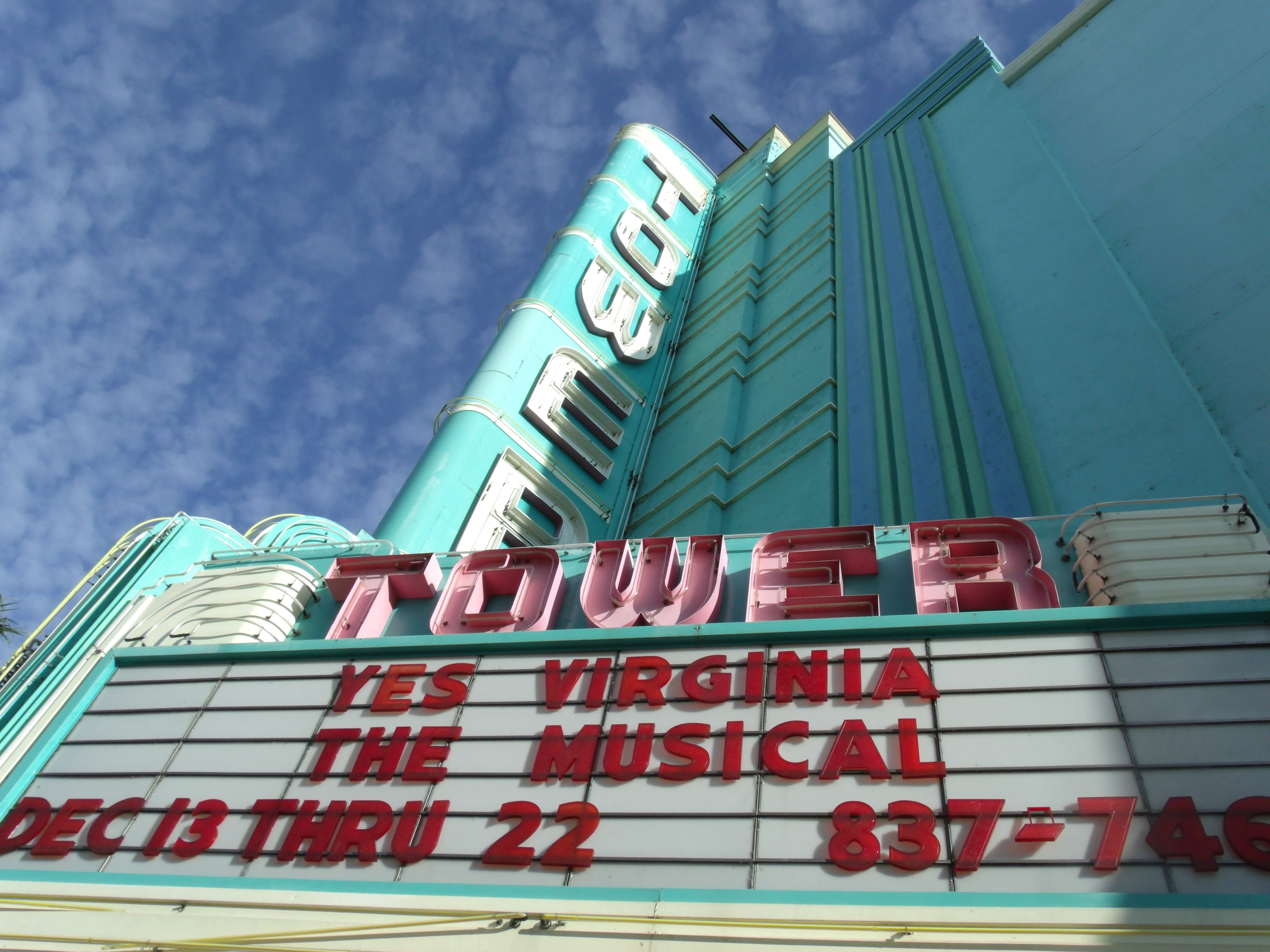
Tower Theatre
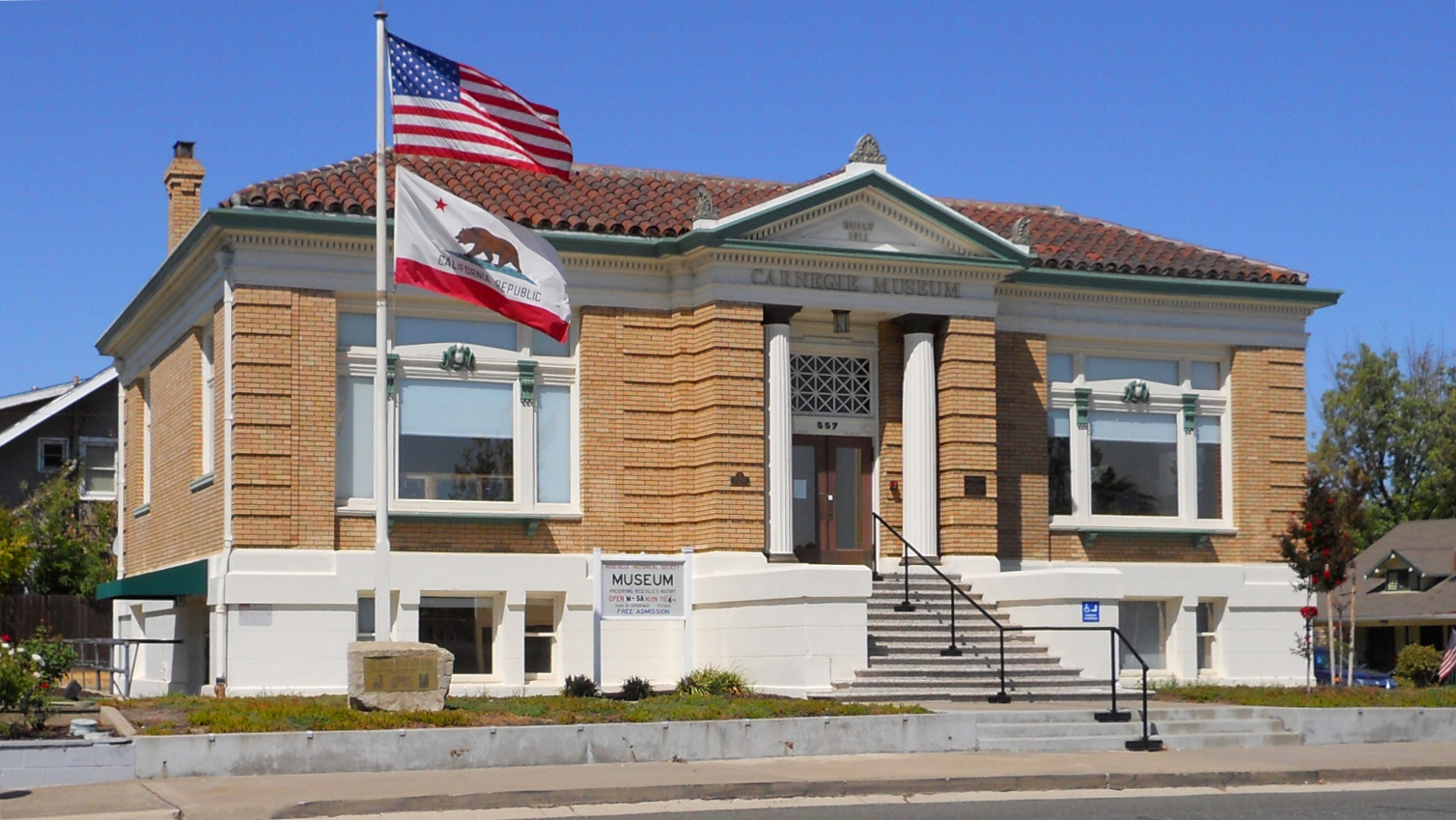
Carnegie Museum
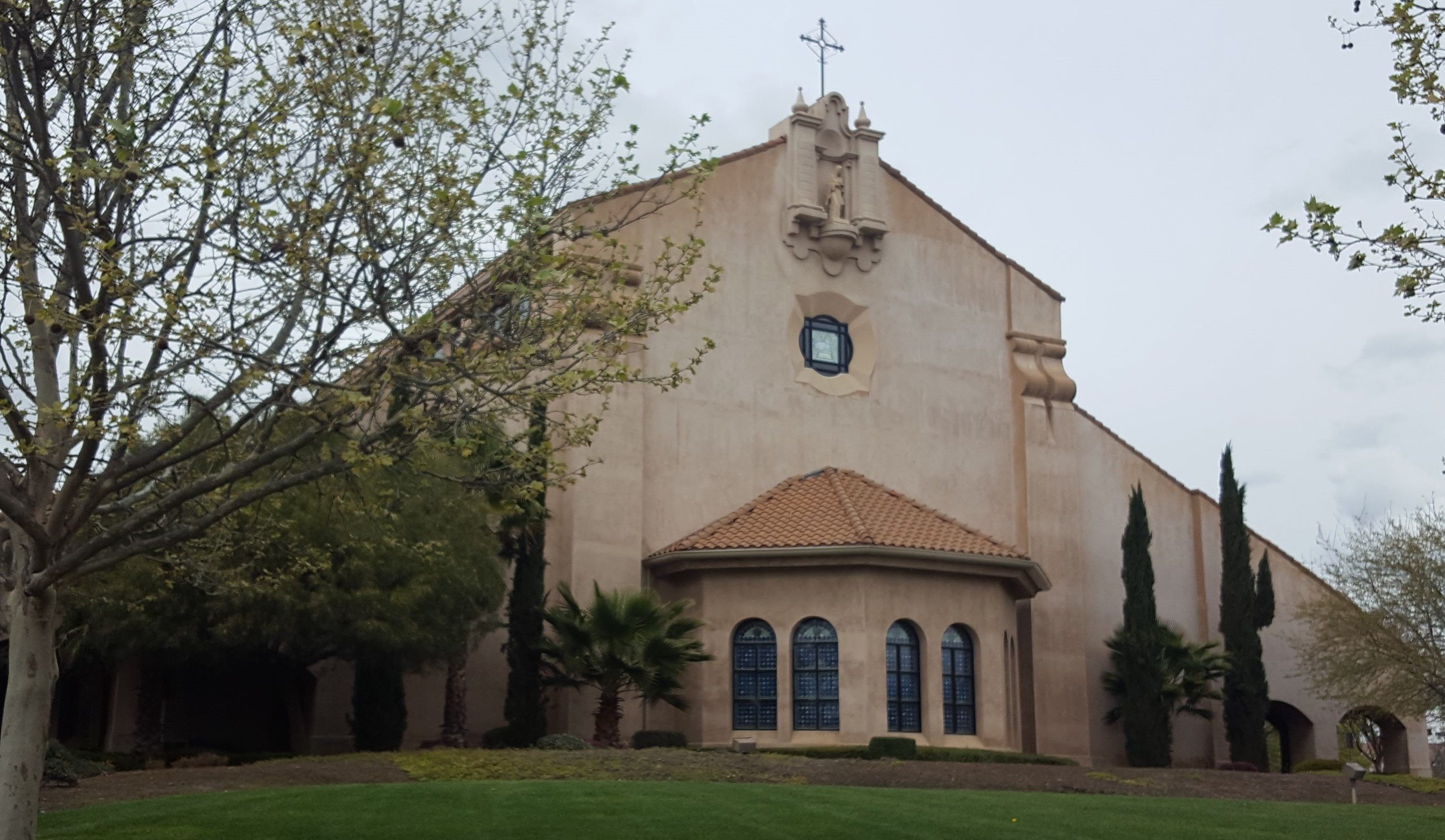
St. Clare Church
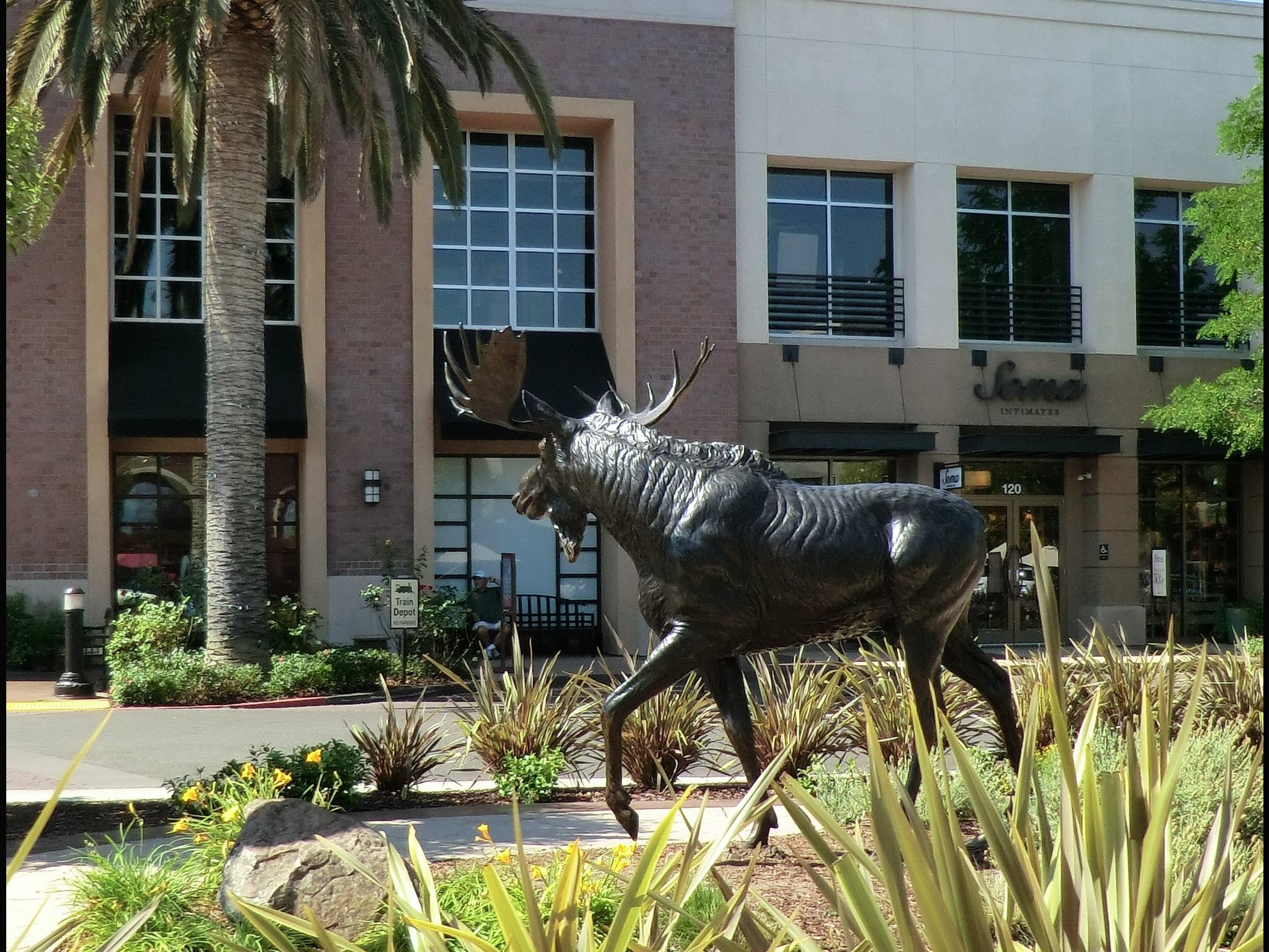
Einkaufszentrum Fountains at Roseville

## Söhne und Töchter der Stadt
- Bob Ringwald (1940–2021), Jazzmusiker
- Mark Fuller (* 1961), Ringer und Olympiateilnehmer
- Molly Ringwald (* 1968), Schauspielerin
- Brandon Coupe (* 1972), Tennisspieler
- Summer Sanders (* 1972), Schwimmerin
- Brendon Ryan Barrett (* 1986), Film- und Theaterschauspieler sowie Stepptänzer
- Jennifer Brooke Keddy (* 1991), Volleyballspielerin